# 木村格之輔

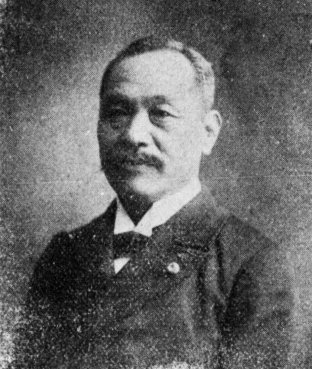
木村格之輔

木村 格之輔（きむら かくのすけ、嘉永4年9月23日（1851年10月17日） - 大正5年（1916年）7月18日）は、日本の衆議院議員（立憲改進党→憲政党→憲政本党→立憲国民党）、弁護士。

## 経歴
常陸国河内郡手代木村（現在の茨城県つくば市）に中島幸右衛門の二男として生まれ、木村久治の養子となった。漢学・法律学を学び、1881年（明治14年）、代言人試験に合格し、新治郡土浦町（現在の土浦市）に事務所を開いた。また破産管財人も務めた。
1892年（明治25年）からは県議を務め、1894年（明治27年）、新治郡から第4回衆議院議員総選挙に出馬し、当選。第10回衆議院議員総選挙まで7期連続当選を果たした。